# Dieter Kremers
Dieter Kremers  (* 4. Juni 1921 in Berlin-Charlottenburg; † 16. April 1991 in Graz) war ein deutscher Romanist und Literaturwissenschaftler.
Kremers wurde 1951 bei Hugo Friedrich in Freiburg mit der Arbeit Die Form der Aphorismen Graciáns promoviert. Er war danach von 1951 bis 1957 Lektor für Deutsch an der Università Ca' Foscari in Venedig und ab 1958 Lektor für italienische Sprache und Literatur an der Ruprecht-Karls-Universität Heidelberg, wo er sich 1968 bei Erich Köhler mit der Arbeit Der rasende Roland des Ludovico Ariosto. Aufbau und Weltbild habilitierte. Nach Lehrstuhlvertretungen 1969–1970 in Saarbrücken, Bochum und München war er von  1970 bis 1991 ordentlicher Professor für romanische Literaturwissenschaft auf einem neu geschaffenen Lehrstuhl an der Universität Graz (Nachfolger: Werner Helmich).

## Veröffentlichungen (Auswahl)
- Rinaldo und Odysseus. Zur Frage der Diesseitserkenntnis bei Luigi Pulci und Dante Alighieri. Heidelberg 1966.
- Der rasende Roland des Ludovico Ariosto. Aufbau und Weltbild. Stuttgart 1973.
- mit Eberhard Müller-Bochat und Klaus Heitmann: Theater der Romania in Renaissance und Barock. Frankfurt 1973.
- Petrarcas Besteigung des Mont Ventoux. In: Sprachen der Lyrik. Festschrift Hugo Friedrich. Frankfurt 1975.
- Rezension über: Peter Dinzelbacher: Vision und Visionsliteratur im Mittelalter. Stuttgart 1981. In: Deutsches Dante-Jahrbuch. Band 64, 1989, S. 173–178.